# 삼영전자
삼영전자(Samyoung Electronics Co. Ltd.)는 대한민국의 알루미늄 전해콘덴서 제조 기업이다. 본사는 경기도 성남시 중원구 사기막골로 47 (상대원동)에 위치해 있으며 대표이사는 김성수이다.
온디바이스 AI 기기에 필수적인 구동 전력 안정화를 위한 하이브리드 콘덴서를 생산하고 있다

## 참고문헌
1. ↑  삼영전자, 가전에서 자동차 전장부품까지..."내년 실적개선 기대", 인포스톡데일리, 2023.12.04
2. ↑  삼영전자, 삼성전자 등 공급 업체…온디바이스 AI 콘덴서 기대감에 상승세, 이투데이, 2024-01-04